# Barraute-Camu
 Barraute-Camu   es una población y comuna francesa, en la región de Aquitania, departamento de Pirineos Atlánticos, en el distrito de Oloron-Sainte-Marie y cantón de Sauveterre-de-Béarn.

## Demografía
| 194 | 190 | 305 | 216 | 418 | 249 | 404 | 403 | 371 | 359 | 337 | 335 | 335 | 322 | 308 | 329 | 289 | 304 | 318 | 294 | 258 | 256 | 271 | 246 | 245 | 222 | 213 | 210 | 187 | 186 | 160 | 164 | 155 |
| Para los censos de 1962 a 1999 la población legal corresponde a la población sin duplicidades (Fuente: INSEE [Consultar]) |     |     |     |     |     |     |     |     |     |     |     |     |     |     |     |     |     |     |     |     |     |     |     |     |     |     |     |     |     |     |     |     |

## Economía
La principal actividad es la agrícola.